# ROH World Championship
El ROH World Championship (Campeonato Mundial de ROH, en español) es un campeonato mundial de lucha libre profesional creado y utilizado por la compañía estadounidense Ring of Honor (ROH). El campeonato se creó el 27 de julio de 2002, bajo el nombre de ROH Championship (Campeonato de ROH, en español), todo esto después de la fundación de la compañía en febrero del mismo año. El campeón actual es Bandido, quien se encuentra en su segundo reinado.
Es el campeonato en actividad de mayor antigüedad dentro de la compañía y se presenta como el de mayor prestigio. Los combates por el campeonato suelen ser el main event de los eventos pago por visión (PPV) de la empresa — incluido ROH Final Battle, el evento más importante de ROH.
Este campeonato es de reconocida importancia y varios de sus campeones han obtenido títulos máximos en empresas mayores; CM Punk (WWE Championship, World Heavyweight Championship, ECW Championship y AEW World Championship), Samoa Joe (TNA World Heavyweight Championship y AEW World Championship) y Kevin Steen (WWE Universal Championship), Chris Jericho (WCW World Championship y AEW World Championship) entre otros.

## Historia

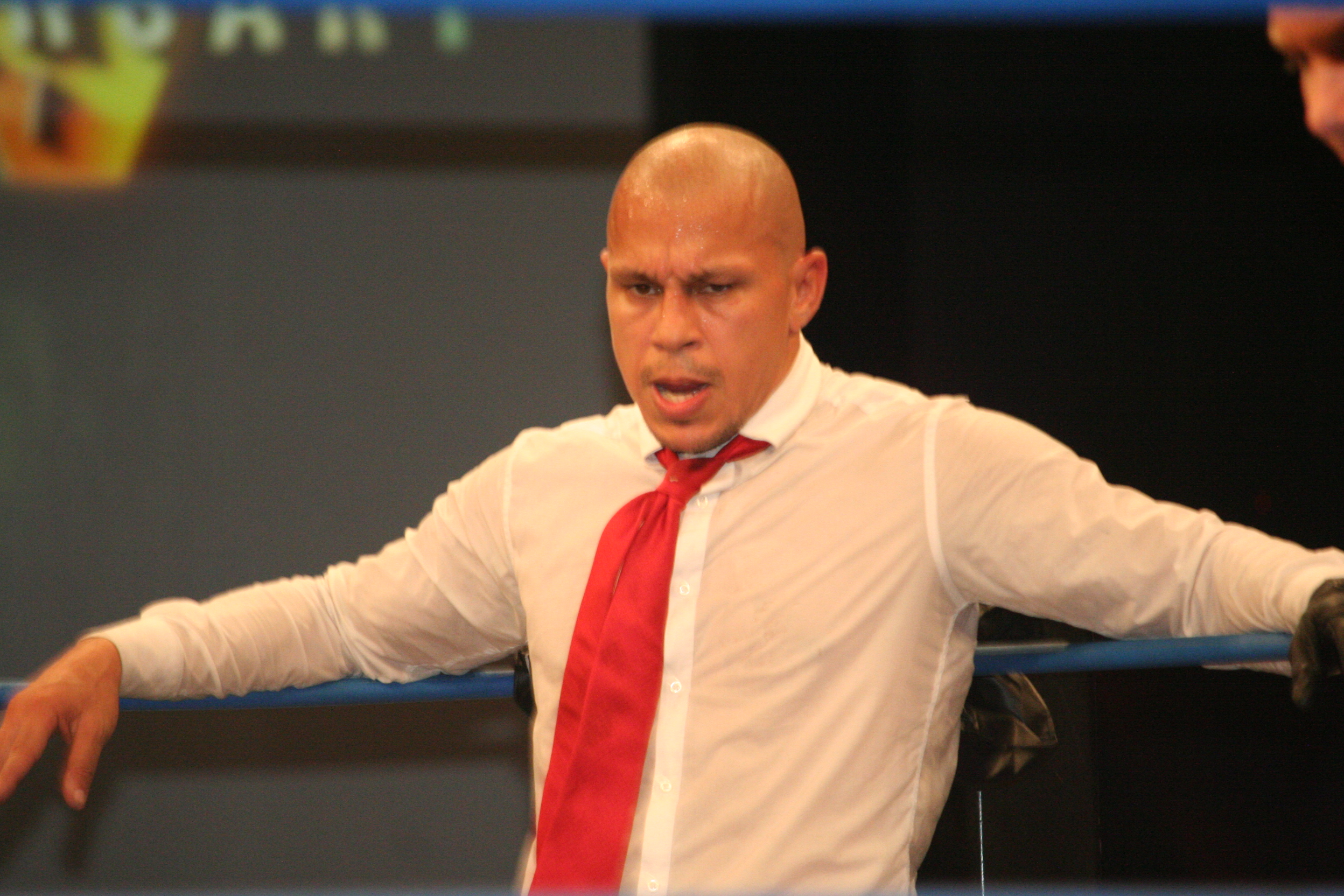
El campeón inaugural Low Ki.

Low Ki derrotó a Spanky, Christopher Daniels y Doug Williams en un 60-Minutes Ironman Match convirtiéndose en el primer Campeón de ROH en Crowning a Champion el 27 de julio de 2002.
Samoa Joe tiene el reinado más largo hasta la fecha cuando retuvo su campeonato durante 21 meses y 4 días. Durante su reinado, ROH tuvo un show interpromocional con la Frontier Wrestling Alliance en Reino Unido el 17 de mayo de 2003 llamado Frontiers of Honor. En ese show, Joe renombró al título como ROH World Championship cuando lo defendió frente a The Zebra Kid. Desde entonces el título ha sido defendido en Alemania, Canadá, Suiza, Austria, México y Japón.
El 12 de agosto de 2006, el Campeonato Puro de ROH fue unificado con este campeonato cuando el campeón Puro de ROH Nigel McGuinness perdió ante el campeón Mundial Bryan Danielson en Liverpool, Inglaterra en un combate de unificación de títulos. El combate fue presentado bajo reglas de lucha pura, con la estipulación de que ambos campeonatos podrían ser perdidos por descalificación o Cuenta Fuera.

## Nombres
| Nombre                 | Años                               |
| ---------------------- | ---------------------------------- |
| ROH Championship       | 27 de julio de 2002 — mayo de 2003 |
| ROH World Championship | Mayo de 2003 — presente            |

## Campeones

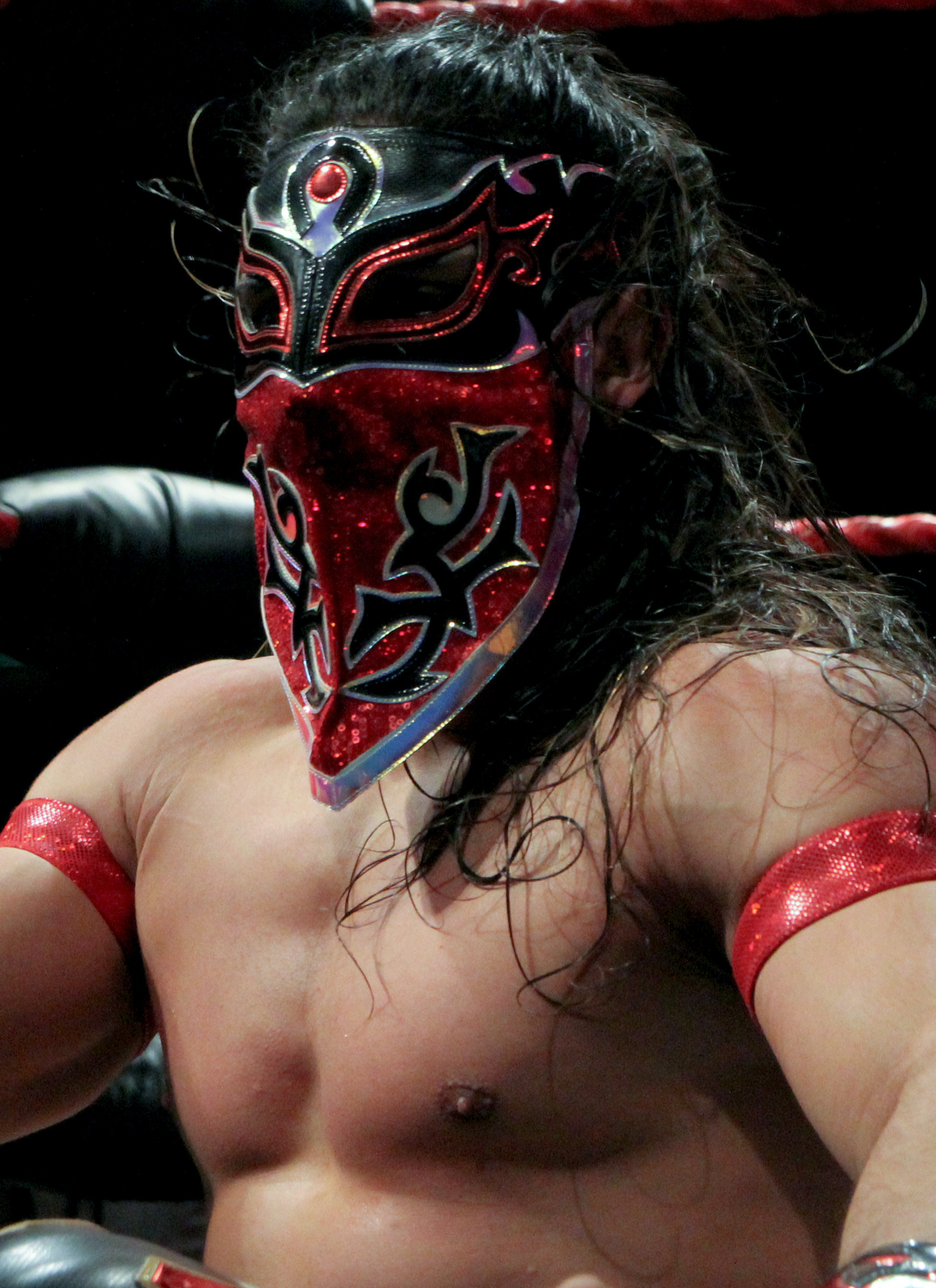
El campeón actual, Bandido.

El Campeonato Mundial de ROH es el campeonato máximo de la empresa, creado el 27 de julio de 2002. El campeón inaugural fue Low Ki, quien derrotó a Spanky, Christopher Daniels y Doug Williams en un 60 minutes Iron Man match, y desde entonces ha habido 33 distintos campeones oficiales, repartidos en 42 reinados en total. Además, el campeonato ha sido declarado vacante en dos ocasiones a lo largo de su historia. Takeshi Morishima, Nigel McGuinness, Kevin Steen, Michael Elgin, Kyle O'Reilly Rush, PCO, Bandido, Claudio Castagnoli y Chris Jericho son los diez luchadores no estadounidenses que han ostentado el título.
El reinado más largo en la historia del título le pertenece a Samoa Joe, quien mantuvo el campeonato por 645 días entre 2003 y 2004. Por otro lado, el reinado más corto en la historia lo posee Kyle O'Reilly, con 33 días de duración a fines de 2016 y principios de 2017.
En cuanto a los días en total como campeón (un acumulado entre la suma de todos los días de los reinados individuales de cada luchador), Jay Lethal posee el primer lugar, con 707 días como campeón en sus dos reinados. Le siguen Samoa Joe (645 días en su único reinado), Rush (575 días en sus dos reinados), Nigel McGuinness (545 días en su único reinado), y Bryan Danielson (462 en su único reinado).
El campeón más joven en la historia es Low Ki, quien a los 22 años y 322 días se transformó en el campeón inaugural. En contraparte, el campeón más viejo es PCO, quien a los 51 años y 348 días derrotó a Rush, le sigue Chris Jericho con 51 años y 316 días. En cuanto al peso de los campeones, Takeshi Morishima es el más pesado con 150kilogramos, mientras que Low Ki es el más liviano con 79 kilogramos.
Por último, Adam Cole es el luchador que más reinados posee con 3, seguido por Austin Aries, Jay Briscoe, Jay Lethal, Rush y Claudio Castagnoli (2 reinados cada uno).

### Campeón actual
El actual campeón es Bandido, quien se encuentra en su segundo reinado. Bandido ganó el título tras derrotar al excampeón Chris Jericho el 6 de abril de 2025 en Dynasty.
Bandido registra hasta el 31 de julio de 2025 las siguientes defensas televisadas:
1. vs. Jay Lethal (9 de abril de 2025, ROH)
2. vs. Dralístico (26 de abril de 2025, Collision: Playoff Palooza)
3. vs. Gringo Loco (7 de mayo de 2025, Collision)
4. vs. Máscara Dorada (26 de junio de 2025, Global Wars: México)
5. vs. Konosuke Takeshita (11 de julio de 2025, Supercard of Honor)

### Lista de campeones
| N.º | Campeón             | Lucha                    | Lucha                       | Lucha                    | Estadísticas | Estadísticas | Notas y referencias |
| N.º | Campeón             | Fecha                    | Evento                      | Ubicación                | Reinado      | Días         | Notas y referencias |
| --- | ------------------- | ------------------------ | --------------------------- | ------------------------ | ------------ | ------------ | --- |
| 1   | Low Ki              | 27 de julio de 2002      | Crowning a Champion         | Filadelfia, Pensilvania  | 1            | 56           | Derrotó a Spanky, Christopher Daniels y Doug Williams en un 60 minutes Iron Man match. |
| 2   | Xavier              | 21 de septiembre de 2002 | Unscripted                  | Filadelfia, Pensilvania  | 1            | 182          | [ 6 ] |
| 3   | Samoa Joe           | 22 de marzo de 2003      | Night of Champions          | Filadelfia, Pensilvania  | 1            | 645          | Tras derrotar a The Zebra Kid el 17 de mayo de 2003 en Londres, Inglaterra, el campeonato pasó a llamarse ROH World Championship. Este es el reinado más largo en la historia del campeonato. |
| 4   | Austin Aries        | 26 de diciembre de 2004  | Final Battle                | Filadelfia, Pensilvania  | 1            | 174          | [ 8 ] |
| 5   | CM Punk             | 18 de junio de 2005      | Death Before Dishonor III   | Morristown, Nueva Jersey | 1            | 55           | [ 9 ] |
| 6   | James Gibson        | 12 de agosto de 2005     | Redemption                  | Dayton, Ohio             | 1            | 36           | Derrotó a CM Punk, Samoa Joe y Christopher Daniels. |
| 7   | Bryan Danielson     | 17 de septiembre de 2005 | Glory By Honor IV           | Lake Grove, Nueva York   | 1            | 462          | El 12 de agosto de 2006, en Liverpool, Inglaterra, derrotó al Campeón Puro de ROH Niguel McGuinness, unificando ambos títulos.                                                                |
| 8   | Homicide            | 23 de diciembre de 2006  | Final Battle                | Nueva York, Nueva York   | 1            | 56           | . |
| 9   | Takeshi Morishima   | 17 de febrero de 2007    | Fifth Year Festival         | Filadelfia, Pensilvania  | 1            | 231          | [ 14 ] |
| 10  | Nigel McGuinness    | 6 de octubre de 2007     | Undeliable                  | Edison, Nueva Jersey     | 1            | 545          | [ 15 ] |
| 11  | Jerry Lynn          | 3 de abril de 2009       | Supercard of Honor IV       | Houston, Texas           | 1            | 51           | [ 16 ] |
| 12  | Austin Aries        | 13 de junio de 2009      | Manhattan Mayhem III        | Nueva York, Nueva York   | 2            | 245          | [ 17 ] |
| 13  | Tyler Black         | 13 de febrero de 2010    | ROH Eighth Anniversary Show | Nueva York, Nueva York   | 1            | 210          | [ 18 ] |
| 14  | Roderick Strong     | 11 de septiembre de 2010 | Glory By Honor IX           | Nueva York, Nueva York   | 1            | 189          | [ 19 ] |
| 15  | Eddie Edwards       | 19 de marzo de 2011      | Manthattan Mayhem           | Nueva York, Nueva York   | 1            | 99           | Edwards se convirtió en el primer Campeón de Tres Coronas. |
| 16  | Davey Richards      | 26 de junio de 2011      | Best in the World           | Nueva York, Nueva York   | 1            | 321          | [ 21 ] |
| 17  | Kevin Steen         | 12 de mayo de 2012       | Border Wars                 | Toronto, Ontario         | 1            | 328          | [ 22 ] |
| 18  | Jay Briscoe         | 5 de abril de 2013       | Suprcard of Honor VII       | Nueva York, Nueva York   | 1            | 89           | [ 23 ] |
| —   | Vacante             | 3 de julio de 2013       | N/A                         | —                        | —            | —            | Debido a que Briscoe sufriera una lesión. |
| 19  | Adam Cole           | 20 de septiembre de 2013 | Death Before Dishonor XI    | Filadelfia, Pensilvania  | 1            | 275          | Derrotó a Michael Elgin en la final de un torneo. |
| 20  | Michael Elgin       | 22 de junio de 2014      | Best in the World           | Nashville, Tennessee     | 1            | 76           | [ 25 ] |
| 21  | Jay Briscoe         | 6 de septiembre de 2014  | All Star Extravaganza 6     | Toronto, Ontario         | 2            | 286          | [ 26 ] |
| 22  | Jay Lethal          | 19 de junio de 2015      | Best in the World '15       | Nueva York, Nueva York   | 1            | 427          | Fue un Winner Takes All Match, el cual incluyó su Campeonato Mundial de la Televisión de ROH.                                                                                                 |
| 23  | Adam Cole           | 19 de agosto de 2016     | Death Before Dishonor XIV   | Las Vegas, Nevada        | 2            | 105          | [ 28 ] |
| 24  | Kyle O'Reilly       | 2 de diciembre de 2016   | Final Battle                | Nueva York, Nueva York   | 1            | 33           | Fue un No Disqualification Match. Este es el reinado más corto en la historia del campeonato.                                                                                                 |
| 25  | Adam Cole           | 4 de enero de 2017       | Wrestle Kingdom 11          | Tokio, Japón             | 3            | 65           | [ 30 ] |
| 26  | Christopher Daniels | 10 de marzo de 2017      | ROH 15th Anniversary Show   | Las Vegas, Nevada        | 1            | 105          | [ 31 ] |
| 27  | Cody                | 23 de junio de 2017      | Best in the World           | Lowell, Massachusetts    | 1            | 175          | [ 32 ] |
| 28  | Dalton Castle       | 15 de diciembre de 2017  | Final Battle                | Nueva York, Nueva York   | 1            | 197          | [ 33 ] |
| 29  | Jay Lethal          | 30 de junio de 2018      | Fairfax Excellence          | Fairfax, Virginia        | 2            | 280          | Derrotó a Dalton Castle, Cody y Matt Taven. |
| 30  | Matt Taven          | 6 de abril de 2019       | G1 Supercard                | Nueva York, Nueva York   | 1            | 174          | Fue un Ladder Match, el cual incluyó a Marty Scurll. |
| 31  | Rush                | 27 de septiembre de 2019 | Death Before Dishonor XVII  | Las Vegas, Nevada        | 1            | 77           | [ 36 ] |
| 32  | PCO                 | 13 de diciembre de 2019  | Final Battle                | Baltimore, Maryland      | 1            | 78           | Fue un No Disqualification Match. |
| 33  | Rush                | 29 de febrero de 2020    | Gateway to Honor            | St. Charles, Misuri      | 2            | 498          | Derrotó a PCO y Mark Haskins. |
| 34  | Bandido             | 11 de julio de 2021      | Best in the World           | Baltimore, Maryland      | 1            | 153          | [ 39 ] |
| —   | Vacante             | 10 de diciembre de 2021  | N/A                         | —                        | —            | —            | Debido a que Bandido no podía defender el campeonato tras ser diagnosticado con COVID-19. |
| 35  | Jonathan Gresham    | 11 de diciembre de 2021  | Final Battle                | Baltimore, Maryland      | 1            | 224          | Derrotó a Jay Lethal por el campeonato vacante. |
| 36  | Claudio Castagnoli  | 23 de julio de 2022      | Death Before Dishonor       | Lowell, Massachusetts    | 1            | 60           | [ 41 ] |
| 37  | Chris Jericho       | 21 de septiembre de 2022 | Dynamite: Grand Slam        | Queens, Nueva York       | 1            | 80           | [ 42 ] |
| 38  | Claudio Castagnoli  | 10 de diciembre de 2022  | Final Battle                | Arlington, Texas         | 2            | 284          | [ 43 ] |
| 39  | Eddie Kingston      | 20 de septiembre de 2023 | Dynamite: Grand Slam        | Flushing, Nueva York     | 1            | 198          | Fue un Winner Takes All Match, donde el Campeonato de Peso Abierto STRONG de Kingston también estuvo en juego.                                                                                |
| 40  | Mark Briscoe        | 5 de abril de 2024       | Supercard of Honor          | Filadelfia, Pensilvania  | 1            | 201          | |
| 41  | Chris Jericho       | 23 de octubre de 2024    | Dynamite                    | Salt Lake City, Utah     | 2            | 165          | Fue un Ladder War Match. |
| 42  | Bandido             | 6 de abril de 2025       | Dynasty                     | Filadelfia, Pensilvania  | 2            | 116+         | Fue una lucha de Título vs. Máscara. |

### Total de días con el título
La siguiente lista muestra el total de días que un luchador ha poseído el campeonato, si se suman todos los reinados que posee. Actualizado a la fecha del 31 de julio de 2025.

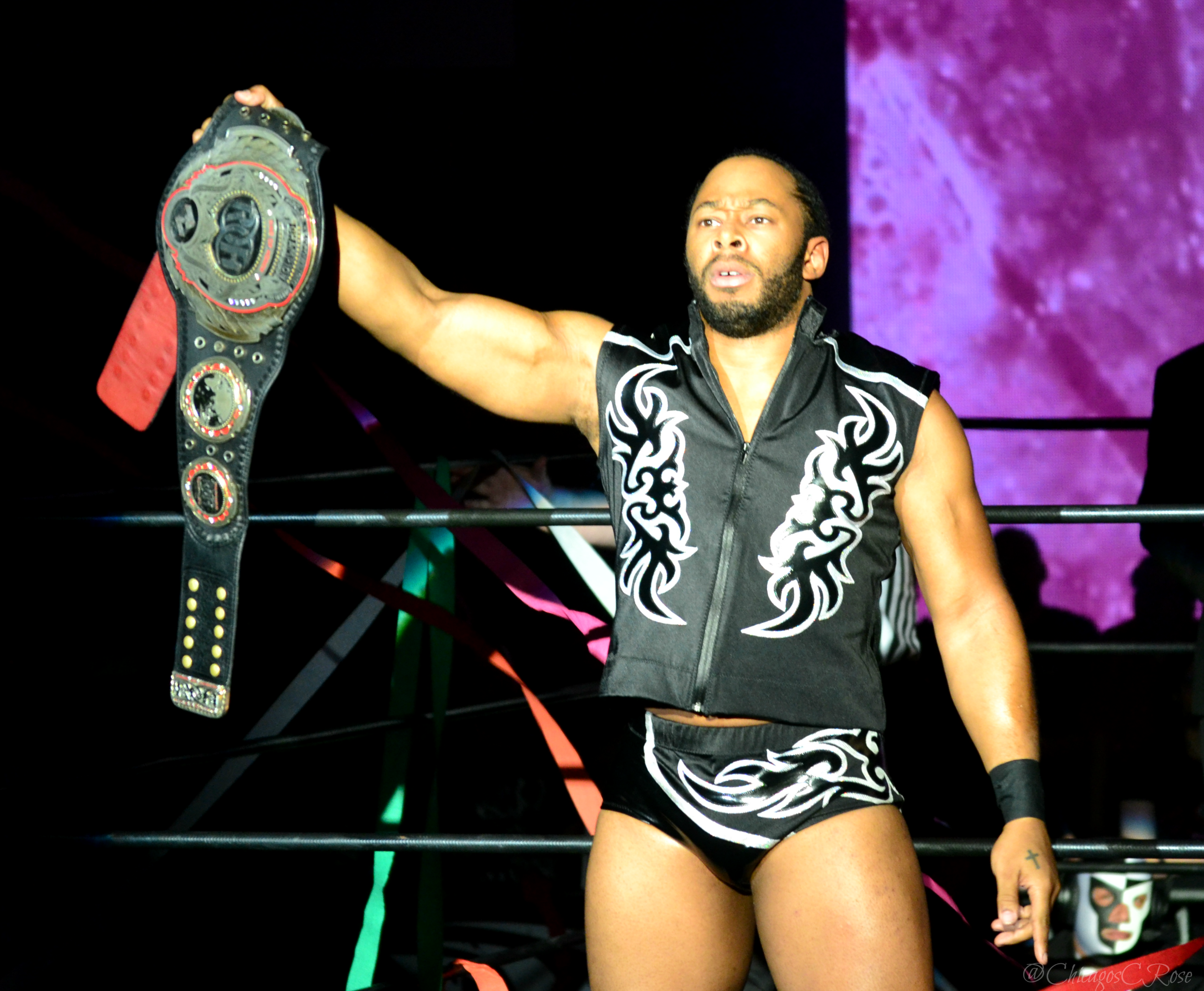
Jay Lethal posee el récord de días acumulativos como campeón.

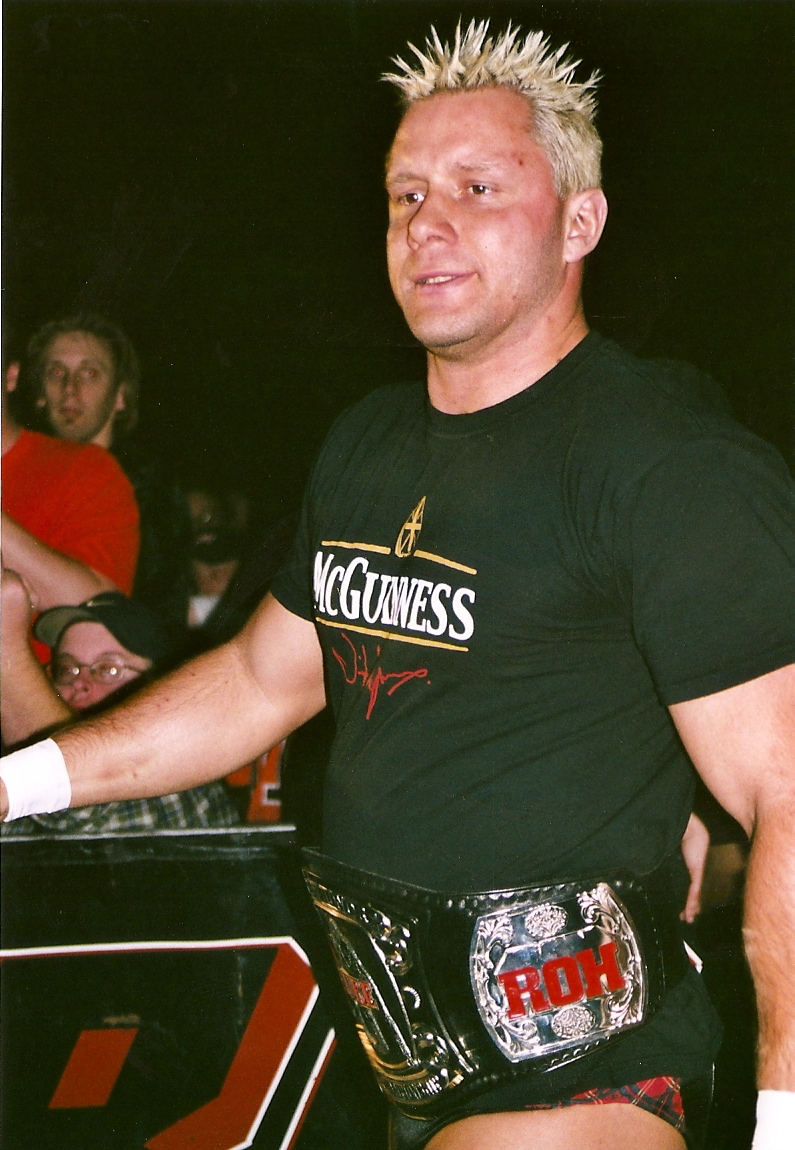
Nigel McGuinness es el cuarto con el mayor número de días acumulativos como campeón.

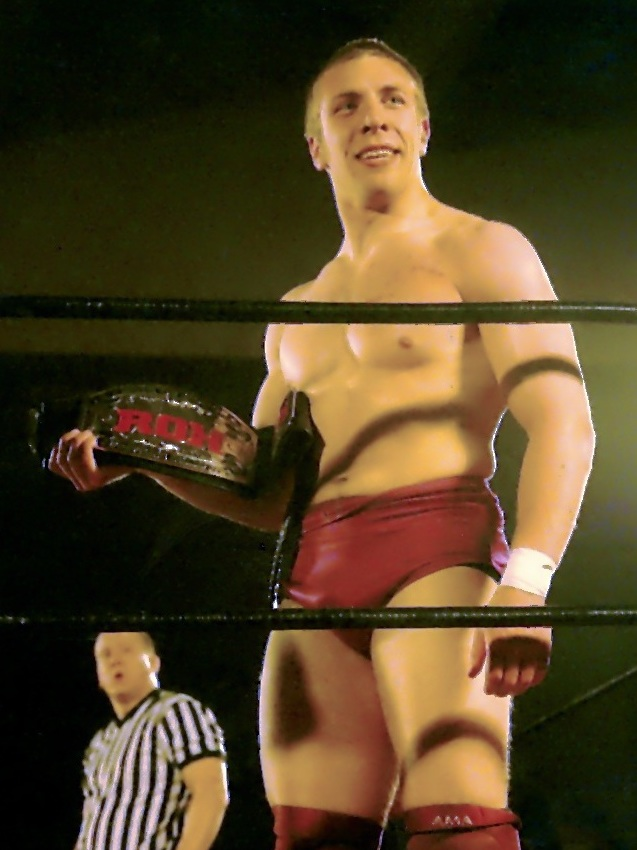
Bryan Danielson es el quinto con el mayor número de días acumulativos como campeón.

| + | Indica al campeón actual |

| N.º | Campeón             | Reinados | Total de días |
| --- | ------------------- | -------- | ------------- |
| 1   | Jay Lethal          | 2        | 707           |
| 2   | Samoa Joe           | 1        | 645           |
| 3   | Rush                | 2        | 575           |
| 4   | Nigel McGuinness    | 1        | 545           |
| 5   | Bryan Danielson     | 1        | 462           |
| 6   | Adam Cole           | 3        | 445           |
| 7   | Austin Aries        | 2        | 419           |
| 8   | Jay Briscoe         | 2        | 375           |
| 9   | Claudio Castagnoli  | 2        | 344           |
| 10  | Kevin Steen         | 1        | 328           |
| 11  | Davey Richards      | 1        | 321           |
| 12  | Bandido             | 2        | 269+          |
| 13  | Chris Jericho       | 2        | 245           |
| 14  | Takeshi Morishima   | 1        | 231           |
| 15  | Jonathan Gresham    | 1        | 224           |
| 16  | Tyler Black         | 1        | 210           |
| 17  | Mark Briscoe        | 1        | 201           |
| 18  | Eddie Kingston      | 1        | 198           |
| 19  | Dalton Castle       | 1        | 197           |
| 20  | Roderick Strong     | 1        | 189           |
| 21  | Xavier              | 1        | 182           |
| 22  | Cody                | 1        | 175           |
| 23  | Matt Taven          | 1        | 174           |
| 24  | Christopher Daniels | 1        | 105           |
| 25  | Eddie Edwards       | 1        | 99            |
| 26  | PCO                 | 1        | 78            |
| 27  | Michael Elgin       | 1        | 76            |
| 28  | Jerry Lynn          | 1        | 71            |
| 29  | Homicide            | 1        | 56            |
| 29  | Low Ki              | 1        | 56            |
| 31  | CM Punk             | 1        | 55            |
| 32  | James Gibson        | 1        | 36            |
| 33  | Kyle O'Reilly       | 1        | 33            |

### Mayor cantidad de reinados
| Reinados | Luchador (es)                                                                           |
| -------- | --------------------------------------------------------------------------------------- |
| 3 veces  | Adam Cole                                                                               |
| 2 veces  | Austin Aries, Jay Briscoe, Jay Lethal, Rush, Claudio Castagnoli, Chris Jericho, Bandido |